# 大伙房输水工程引水隧道
大伙房输水工程引水隧道是位于辽宁省的长达85.3公里直径宽达8米的输水隧道。该隧道从大伙房水库起始，为辽宁省内的沈阳、抚顺、辽阳、鞍山、盘锦、营口和大连供给水源。该隧道于2006年9月开工，并于2009年4月完成交付，耗资52億人民币。截至2014年，该隧道是世界上第三长的隧道。